# ویندوز ۹۸
ویندوز ۹۸ (اسم رمز Memphis) یک سیستم‌عامل گرافیکی است که در ۲۵ ژوئن ۱۹۹۸ به وسیله مایکروسافت و جانشین ویندوز ۹۵ منتشر شد. استفاده از این ویندوز به‌طور گسترده در جهان وجود داشت و هم‌اکنون هم مورد استفاده می‌باشد. از امکانات آن می‌توان به موارد زیر اشاره کرد:
- مرورگر مستقل مایکروسافت همان  اینترنت  اکسپلورر
- توانایی فرستادن و گرفتن نامه‌های الکترونیکی
- سیستم فایل FAT۳۲ برای اولین بار در این سیستم‌عامل
- پشتیبانی از USB برای اولین بار در این سیستم‌عامل
- پشتیبانی از DVD برای اولین بار در این سیستم‌عامل

ویندوز 98 یک سیستم عامل است که توسط مایکروسافت به عنوان بخشی از خانواده ویندوز 9x از سیستم عامل های Microsoft Windows ساخته شده است و در تاریخ 15 مه 1998 به تولید و به طور کلی در 25 ژوئن 1998 به خرده فروشی عرضه شد. این محصول مانند محصول قبلی یک محصول ترکیبی 16 بیتی و 32 بیتی  یکپارچه است مرحله بوت بر اساس  ام اس داس انجام شده است سیستم‌عاملی که از نظر درایوها ضعیف ولی از نظر تخصیص منابع کامپیوتر به خود خوب است. از جمله، ویندوز ۹۸ را میتوان یک شاهکار به حساب آورد.
ویندوز 98 یک سیستم عامل کاملاً یکپارچه تحت وب است که شباهت های زیادی با نسخه قبلی خود دارد. به شدت به زبان HTML متکی است. بیشتر این پیشرفت ها برای بهبود تجربه کاربر طراحی شده اند، اما تعداد اندکی از ویژگی ها وجود دارند که عملکرد و قابلیت های سیستم را افزایش می دهند. اینها شامل پشتیبانی و قابلیت دسترسی USB بهتر و همچنین پشتیبانی از پیشرفت های سخت افزاری مانند دستگاه های پخش DVD می باشد. این اولین سیستم عامل ویندوز بود که از مدل درایور ویندوز استفاده کرد . همچنین ویژگی هایی را معرفی کرد که در نسل های بعدی ویندوز به صورت استاندارد در می آیند ، مانند پاکسازی دیسک ، به روزرسانی ویندوز ، پشتیبانی از چند مانیتور و اشتراک اتصال اینترنت
پشتیبانی
پشتیبانی از این سیستم عامل در تاریخ 11 زوئیه 2006 متوقف شد.

## نیازمندی های سخت افزاری
- 486DX-2/66 MHz یا پردازنده قویتر (پردازنده‌های پنتیوم توصیه می‌شود)
- ‎۱۶ MB رم (‎۲۴ MB توصیه می‌شود)
- حداقل ‎۵۰۰ MB فضای خالی بر روی هارد دیسک، فضای مورد نیاز بستگی به روش نصب و اجزای انتخاب شده دارد
- VGA یا وضوح بیشتر مانیتور
- درایو CD-ROM یا DVD-ROM
- ماوس مایکروسافت یا سازگار با دستگاه اشاره گر (اختیاری)